# Steropleurus ketamensis
Steropleurus ketamensis är en insektsart som först beskrevs av Morales-agacino 1950.  Steropleurus ketamensis ingår i släktet Steropleurus och familjen vårtbitare. Inga underarter finns listade i Catalogue of Life.